# HMCS Karluk

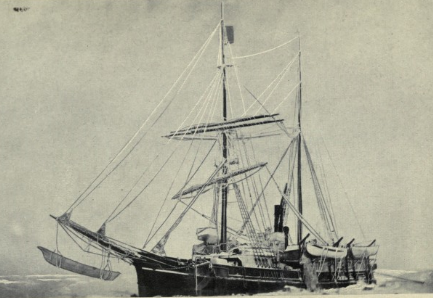
Il brigantino Karluk intrappolato nei ghiacci in Alaska

Il Karluk era un brigantino che fu utilizzato da Vilhjalmur Stefansson e Robert Bartlett per una spedizione nell'Artico nel 1914.
L'imbarcazione rimase intrappolata nei ghiacci dopo soli pochi mesi dalla sua partenza e fu successivamente abbandonata prima da Stefansson, che proseguì nonostante le difficoltà iniziali la sua esplorazione nell'Artico dal 1913 al 1918, e successivamente dall'intero equipaggio che trovò rifugio sull'Isola di Wrangel. L'imbarcazione abbandonata andò alla deriva lungo le coste della Siberia e affondò probabilmente in seguito ad una collisione con un Iceberg. Dopo che l'equipaggio si era rifugiato sull'Isola di Wrangel il capitano Barlett attraversò l'intero Mare dei Chukci in cerca di soccorso. Durante l'inverno artico però, nonostante gli sforzi del capitano Barlet di raggiungere quanto prima la terraferma per organizzare i soccorsi, molti dei membri dell'equipaggio del Karluk, rimasti intrappolati sull'Isola di Wrangel perirono. I 12 membri superstiti furono infine tratti in salvo l'anno seguente nel 1914.
I tragici eventi di questi mesi furono successivamente descritti da William Laird McKinlay, uno dei 12 superstiti che li pubblicò nel 1976 in un libro intitolato Karluk.